# دهستان ورقه
دهستان ورقه یکی از دهستان‌های استان آذربایجان شرقی است که در بخش مرکزی شهرستان چاراویماق واقع شده‌است.